# Margeritenroute

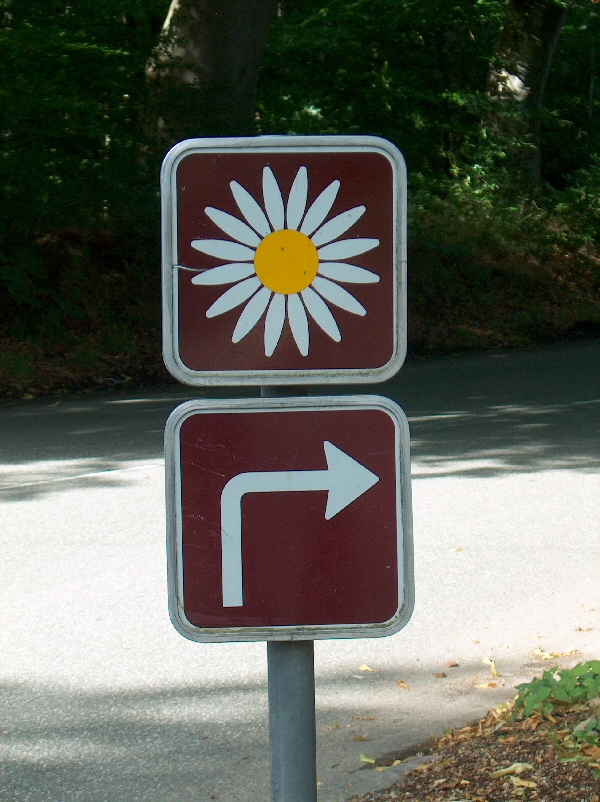
Ausschilderung der Margeritenroute entlang der Straße.

Die Margeritenroute ist eine durch ganz Dänemark führende Ferienstraße. Auf der ca. 3.600 km langen Strecke liegen rund 1.000 kulturelle Sehenswürdigkeiten und Naturschönheiten. Die Margeritenroute ist mit einer Margeriten-Blüte auf braunem Untergrund ausgeschildert.
Die Straße wurde anlässlich des 50. Geburtstages der dänischen Königin Margrethe II. 1990 initiiert und von ihr am 21. April 1991 feierlich eröffnet. 2011 wurde der Streckenverlauf in 21 Kommunen korrigiert.
Der anfängliche Streckenverlauf wurde vom Tourismusverband Turismens Fællesråd festgelegt. 2008 regte der Dachverband Friluftsrådet eine Aktualisierung der Route an, indem Freiluftaktivitäten wie Natursport, Wander- und Radwanderwege mehr Berücksichtigung finden sollten. An dem Projekt „Margeritenroute im 21. Jahrhundert“ waren die Touristeninformation VisitDenmark, die Straßenbehörde Vejdirektoratet, die Naturbehörde Naturstyrelsen und zahlreiche Kommunen beteiligt.